# 山田晁
山田 晁（やまだ あきら、1884年（明治17年）11月12日 - 1973年（昭和48年）2月12日）は、日本の実業家。1924年（大正13年）、後にダイキン工業となる合資会社大阪金属工業所を設立、初代社長を務めた。フロン冷凍機技術とフッ素樹脂などを独自開発した事で知られ、ダイキンの主力となるエアコン開発の礎を築いた。

## 経歴

### 生い立ち
1884年（明治17年）11月12日、山口県厚狭郡船木村（現：宇部市）に、かつて厚狭毛利家の家臣であった松田隆三の二男として出生したが、当時の松田家は裕福ではなかった。
船木尋常高等小学校高等科2年終了後、一時漢方医の書生となったが、小倉で紙箱製造販売をしていた3歳年上の兄松田隆亮の誘いで小倉へ移り、2年間の受験勉強ののち福岡県立小倉工業学校機械科に入学した。当時クラス最年長の18歳で、翌年からは特待生となり授業料は免除された。

### 卒業後
1907年（明治40年）3月卒業し、12月に志願兵として山口歩兵第42連隊に入営、その後少尉に任官後退役し、1909年（明治42年）大阪砲兵工廠に就職した。この頃、陸軍では、作戦上装備の色を黒から褐色に変更したが、飯盒や水筒の褐色塗料が人体に有害であると判明し、大阪砲兵工廠には無害な褐色塗料の開発と塗り替えが命じられていた。しかし工廠内での研究は難航していた。この問題を知った松田晁は、専門外の化学分野であったにもかかわらず、府立図書館での文献調査や道修町の薬屋回りの末、褐色塗料の焼き付け塗装法や、さらに漆と練り合わせる混練機を考案し、飯盒の無害な褐色塗装を実現した。その後も業績目覚ましく、33歳で工場長文官任用制度第1号となる薬莢工具工場長となった。その間1912年（大正元年）11月、遠縁の山田圓治の長女安子と結婚し同家を継いで山田姓となった。しかし、才能よりも学歴を重視する工廠の風習や、過労による健康障害、さらに入廠以来信頼を寄せていた上司の陸軍砲兵少佐・松井常三郎が既に退職していたこともあり、1919年（大正8年）8月大阪砲兵工廠を退職した。しかし、この退職にあたり工廠は「小倉の老母に孝養を尽くしたい」との山田晁の意を酌み、神戸製鋼所門司工場への転職を斡旋してくれた。
1919年（大正8年）8月神戸製鋼所に入社し、翌年1月門司工場へ転勤した。この工場では銅関係の鋳物、板、管棒を生産しており、山田晁は管棒工場に配属された。1921年（大正10年）7月23日には長男山田稔が生まれている。山田晁はここでの約3年間の在職中、横型水圧機によるパイプの押し出し成功などの業績をあげた。
大阪砲兵工廠での上司であった松井常三郎は当時東洋鑢（やすり）伸銅に取締役工務部長として勤務していたが、満洲の奉天兵工廠建設の指導に専念するため、その職を辞すことになり、彼は山田晁の東洋鑢伸銅入社を推薦した。1922年（大正11年）9月神戸製鋼所を円満退社し、大阪市北区西野田大開町にあった東洋鑢伸銅に入社した。同社は当時ヤスリと伸銅の二部門を持ち、山田晁は伸銅部に配属された。ここで製造される型鍛造品は潜水艦の部品に大量に採用され、海軍の指定工場になっていた。松井常三郎は山田晁の入社後まもなく退社し、山田晁は入社後1年で伸銅工場長となった。また、奉天の松井からの調査依頼や照会が相次ぎ、山田晁は工廠時代の人脈を生かしてこれに十分応えることができたため、現地での松井の信用が高まり、松井の山田晁への信頼度も倍加した。
1923年（大正12年）6月、中島飛行機製作所がニューポールからライセンス生産権を獲得したNiD 29の国産化に伴うエンジン冷却用ラジエーターチューブ製作の話が持ち込まれた。この時ほとんどの重役は受注に反対したが、山田晁は強硬に受注を主張し「欠損が出ても会社に迷惑はかけない」と力説したため、「・・ただし責任はすべて山田がとる」との条件付きで受注が決定した。直ちに難波新川3丁目661番地の休業中の魔法瓶工場を借り受け、陸軍造兵廠大阪工廠を退職した永田浅五郎を職長に迎え、専用工作機械の製作から始め、どうにか受注した30万本を納期までに完納できたが、コストが予定の2倍もかかり5000円もの大金を山田晁が負担することになった。

### 合資会社大阪金属工業所設立
1924年（大正13年）初め、2回目の注文があったのを機に独立を決意し、同年10月退社、10月25日、「合資会社大阪金属工業所」を設立した。山田晁39歳であった。事業目的は飛行機部品、主として放熱管および同用管の製作販売、一般金属の圧搾および搾伸作業などで、本店は従来通りの難波新川の工場、資本金1万5000円で、山田晁1万円、松田隆亮と永田浅五郎各2000円、島野龍生1000円であった。
主力商品の飛行機用ラジエーターチューブ製造には従来の抽伸法から、砲兵工廠での黄銅薬莢製造法の応用である搾伸法に変更して品質向上を図った。工場3回目の注文は川崎造船所飛行機部からサルムソン式飛行機国産化のためのラジエーターチューブであった。また1925年（大正14年）には松井常三郎の奉天兵工廠からは、不発の多かった瞬発信管の発明家三浦松五郎のアイデア提供のもとでの改良型の大量発注もあった。また、東洋紡績からは、糸を巻く木管に取り付けるリングを搾伸法を用いて製造した使い勝手の良いソリッドタイプにしたい、との相談を受け、これを量産することとなった。
これら3品目が創業初期を支える主力商品であった。このほか、ラジエーターチューブ製造技術を応用した都市ガス瞬間湯沸器も販売したが、販売力が弱くあまり売れなかった。
1928年（昭和3年）5月には、難波工場では手狭となり、大阪市西成区中開町にあった染色工場を買収し、今宮工場として8月に操業を開始した。その頃、陸軍造兵廠大阪工廠の独占だった兵器生産の民間開放があり、1929年（昭和4年）9月には37mm速射砲の薬莢受注に民間企業として初めて成功した。その後、その他の薬莢や信管、弾丸も受注し、工場が手狭になり、1934年（昭和9年）6月、隣接地に第二工場を建設した。

### フロン製造開発
1930年（昭和5年）3月米国GMフリディア事業部のトーマス・ミジェリー・ジュニア博士とアルバート・エル・ヘレネ博士はジクロロジフルオロメタン（R-12）（フロン）には毒性・腐食性・引火性・爆発性がなく冷媒ガスとして優れていることを発表し、同年8月には米国で製造販売が始まった。米国海軍はこれを潜水艦の冷凍冷房装置に採用したとの米国海軍機関紙の情報は、潜水艦乗務経験もある海軍少将で顧問の太田十三男から国産化の進言として山田晁にもたらされた。
当時入社3年目で山田とは親戚筋の岡村一夫が「生涯の仕事として取り組みたいので担当させてほしい」と申し出たことで、1933年（昭和8年）11月より今宮工場でフロンの研究が始められ、並行して冷凍機の開発も行われた。1934年（昭和9年）11月には従来のメチルクロライド式ながら試作1号機が完成し、「ミフジレーター」の商標で市場へ送り出した。1936年（昭和11年）7月には、この「ミフジレーター」を南海鉄道の2001形電車に搭載し、日本初の冷房電車とした。フロン合成は岡村一夫と岩城徹により1935年（昭和10年）12月に成功し、1937年（昭和12年）11月には岩城に代わって平田雅人を加え量産化の第一歩を踏み出した。1938年（昭和13年）にはフロン冷凍機も完成し、伊号171潜水艦に試験搭載し良好な成績が得られたが、独自開発とはいえ、先発のGMがフロン関連の広範な特許を所有しており、特許権譲渡を申し入れたがかなわず、日米関係が悪化する中1941年（昭和16年）1月11日特許収容令を適用して海軍艦政本部よりフロンの生産命令が出され、1942年（昭和17年）から量産が始まった。
また1929年（昭和4年）には、機械の回転部分や摺動部分への注油器として当時世界最先端であったボッシュ社製に匹敵する「ラショナル注油器」の生産を開始し、多くの商船や艦艇に使用された。

### 大阪金属工業株式会社設立と住友金属との資本提携
1934年（昭和9年）2月11日今宮工場所在の大阪市西成区中開町2丁目8番地に「大阪金属工業株式会社」を創立し。代表取締役に山田晁、取締役に加藤剛介、岡村一夫、監査役に松田隆亮が就任し、この日を「創立の日」とした。資本金は25万円であった。1934年（昭和9年）7月には資本金を100万円に増資したが、このとき住友伸銅鋼管（後の住友金属工業　現日本製鐵）が49万5000円を出資し住友傘下となり、住友から明田重義を取締役として迎えた。
事業拡大とともに今宮工場も手狭となり、1935年（昭和10年）末、堺市の仁徳天皇陵南西の耳原町で堺工場の建設に着手し、冷凍機、信管、薬莢、注油器、ディーゼルエンジン用燃料ポンプ製造部門が順次移転し、1937年（昭和12年）2月、堺工場と命名した。さらに1941年（昭和16年）2月には、神崎川が淀川から分流する地点の三島郡味生村（現：摂津市）に淀川工場を航空機専門工場として開設し、1942年（昭和17年）8月からはフロン量産もここで行われた。

### 戦後
1945年（昭和20年）12月、淀川製作所の所長であった岡村一夫は京都の第6軍司令部から出頭命令を受けた。当時戦争犯罪での逮捕が相次いでおり本人も周囲も心配していたが、岡村は、フロン製造技術は独自開発で、米国の特許譲渡申請も行ったが不成功に終わったことなど語ったところ、当時フロンの調達を迫られていた進駐軍から逆にフロンの注文を受けて戻ってきた。このため淀川製作所では1946年（昭和21年）4月からフロン製造を再開し、ドル箱となったが、1949年（昭和24年）6月突然契約打ち切りとなった。同年9月にはフロン11（それまではフロン12）の発注はあったが、1950年（昭和25年）3月、第8軍によるフロン12の入札を三井化学工業に取られたこともあり、翌1951年（昭和26年）度は僅差で落札し、1951年（昭和26年）6月、当時特許を所有していたデュポンとの間に技術援助契約を成立させ、以後1957年（昭和32年）3月まで日本国内でのフロンの独占製造販売権を得た。

### 朝鮮特需
1950年（昭和25年）6月25日、朝鮮戦争が勃発し、米軍より大量の砲弾発注があった。しかし、その発注をこなすには当時の年間売上高3億円に相当する設備投資が必要であった。住友金属との資本提携は終戦後の財閥解体で自然消滅していたが、巨額の設備投資のため1952年（昭和27年）12月、4500万円の資本金を1億3500万円に増資し、うち約30%を住友金属が保有して筆頭株主となることで資本提携が復活した。これにともない戦時中の住友金属の社長であった春日弘を取締役会長とし、取締役製鋼所長土屋義夫を専務取締役に迎えた。1952年（昭和27年）6月には81mm迫撃砲用りゅう弾30万発を受注したほか、追加分32万発、57mm無反動砲弾など1956年（昭和31年）までの総受注額は68億円にのぼり、これが戦後の長期低迷から脱する契機となった。

### フロン生産の拡大
フロンの特性に対するユーザーの認識の高まりで、各社とも1953年（昭和28年）型の電気冷蔵庫から冷媒を従来のメチルクロライドからフロンに切り替え、1955年（昭和30年）には小型冷凍機分野でフロンがメチルクロライドを上回り、フロンの需要が急増した。このような環境下、品質が安定し大量生産とコストダウンが可能な無水フッ酸を使用した連続生産方式が岡村一夫と小山利一によって開発され、1954年（昭和29年）5月から稼働開始した。
フッ素樹脂　四フッ化エチレン樹脂（ポリテトラフルオロエチレン（PTFE））（商品名：テフロン）はその耐腐食性や摩擦係数の低さから第二次世界大戦中米国で原子力関連機器のため軍需用に使用され、戦後民需にも開放された。岡村一夫はフロンガスをベースにフッ素化学そのものの総合化を図る構想を立て、1952年（昭和27年）1月からフッ素樹脂開発に着手し、1953年（昭和28年）7月には三フッ化塩化エチレン樹脂（PCTFE）「ダイフロン」を、1955年（昭和30年）7月には四フッ化エチレン樹脂（PTFE）の開発に成功し「ポリフロン」と名付けたが、先発のデュポン社のテフロンによる独占体制は強固で苦戦を強いられた。しかしこのような困難な中、1959年（昭和34年）には金属への焼付塗装可能なポリフロンエナメルを、1962年（昭和37年）には継手シール用生テープの原料となるファインパウダーを開発し、その後の飛躍へとつないだ。しかし山田晁の意を受け、30年にわたり一貫してこの分野の開発を推進してきた岡村一夫は1964年（昭和39年）4月24日64歳で死去した。

### 空調機器の拡大
パッケージエアコンの開発は1951年（昭和26年）であるが、その後、三菱電機、日立製作所、新三菱重工と相次ぎ、各社とも全国の電話局の自動交換機用がターゲットであった。1953年（昭和28年）10月に福岡県香春電話中継局用を納入したのを皮切りに、日本電電公社の要求水準に応えるべく全力を尽くし、一時電電公社納入エアコンの70%の占めるまでになった。そのほか、銀行や料亭、パチンコ店などへも納入し1958年（昭和33年）にはエアコン売上高は冷凍機部門の50%以上となった。このほか、漁船や商船への冷凍機納入も相次いだが、大型ターボ冷凍機への進出は出遅れ、1962年（昭和37年）10月の開放型ターボ冷凍機の住友化学茨木工場への納入が初めてであったが、その後、米国ウォーシントン社と技術提携し、1965年（昭和40年）から密閉型ターボ冷凍機の発売を開始した。1958年（昭和33年）1月には一般家庭向けのロータリーコンプレッサーを使用したウィンドクーラーを開発したが独自の販売網を持たないため、大阪金属ブランドの「ダイキンエヤコン」のほか、日本コロムビア、日本電気、安川電機、八欧電機の各社ブランドで併売したが、採算の悪化もあり1966年（昭和41年）3月にはいったん外販を打ち切り、改めて百貨店や量販店ルートを開拓して販売促進を図る一方、1973年（昭和48年）3月から各地に自前の空調機だけの販売会社を新設して売上増強を図った。

### 多角化
従来からのラショナル注油器が潤滑油の使い捨てであったのに対し、1953年（昭和28年）に日本鋼管から受注した注油器は、使用した油を回収浄化冷却して再使用する強制循環給油装置で、その後も製鉄所や製紙工場への納入が続いたほか、1959年 （昭和34年）には同社から油圧装置も受注し、その後も製鉄各社から製鉄用油圧機器を受注している。しかし、1955年（昭和30年）頃に開始した農機や塩化ビニールパイプ等の生産に関しては、いずれも1970年 前後（昭和40年代）に撤退している。

### ダイキン工業への社名変更
1960年（昭和35年）頃になると、フッ素化学製品や塩化ビニール製品の台頭で「大阪金属工業」の社名と製品が一致しなくなり、社名の売れてない東京方面への売り込みに「大阪」の名称も不利に働くと予想されたためと、既に1954年（昭和29年）には「ミフジレーター冷凍機」を「ダイキン冷凍機」に変更済みで、社外でも大阪金属を「ダイキン」と通称されていたため、山田晁社長の決断で1963年（昭和38年）10月1日を以って社名を「ダイキン工業」に変更した。1965年（昭和40年）1月30日山田晁は取締役会長に、後任社長には、1952年（昭和27年）の住友金属との再提携時、同社より移籍した土屋義夫が就任した。
山田晁は1972年（昭和47年）1月28日取締役相談役に退き、土屋義夫が取締役会長に、長男の山田稔が3代目取締役社長に就任した。翌1973年（昭和48年）2月12日88歳の天寿を全うした。

## 創業者 山田晁

### 開発者魂
1934年（昭和9年）の住友伸銅鋼管との資本提携時の住友側の責任者で、戦後大阪金属工業の会長を務めた春日弘によれば、難波工場時代に「工場を見てくれ」という山田晁に案内されたが、工場には他人の表札がかかっていた。普通なら表札付け替えくらいするものだが、山田は「持ち主がだれであろうとオレの工場だ」と平気であった。たいした度胸の男だと感心した、と述べている。山田自身は大阪砲兵工廠での修練が人間像を形づくる基礎工事であった、と語っている。畑違いの化学分野に踏み込んだ飯盒褐色塗料開発は後のフロン開発につながり。これと創業時のベンチャーとも言える飛行機用ラジエーターチューブ製造やその後の注油器国産化で培った機械製作技術の融合が「ミフジレーター」製作から「ダイキンエヤコン」へと発展する原動力となった。

### 奨学金給付
自身が貧乏ゆえ上級学校への進学を断念したこともあり、昭和初年より返済不要の学資援助を初め、1938年（昭和13年）には実技教育の「私立大阪金属工業堺青年学校」を、1943年（昭和18年）には「財団法人大阪金属工業学校」を開校したが、終戦で廃止された。しかし1957年（昭和32年）2月、社業も回復したこともあり、私財を投じて「財団法人山田育英会」を設立し、一般と大阪金属工業社員子弟の、大学、大学院生を対象に奨学金給付を行った。また1969年（昭和44年）には山田の寄付を基金として山田の母校の福岡県立小倉工業高等学校の在校生を対象とした「山田奨学会」も設立した。

### 公私一如
「公私一如」という言葉を好んだ。山田にとっての公私は公を先に考え私はあとからついてくるいくという精神で、「公は必ずしも国家に限らず、もっと広く解釈して、各人が所属する社会、団体、例えば地域、階層、会社、協会、組合などの利害を第一におもんばかることを公というと私は思っている、会社員であれば、会社の目的に副うような行動を第一とするのが公の精神といえる」「こうなると、会社は私のものであって実は私のものではない。社長である私を含めて、この会社で働いて暮らしているすべての人達にとって、大阪金属という会社は一つの統合のシンボルである」このシンボルを大事にし、敬愛する精神、これが山田が求め続けた「公私一如」の精神であった。

## 栄典
- 1966年（昭和41年）4月29日 - 勲三等瑞宝章[25]

## 著書
- 『回顧七十年』ダイキン工業, 1963